# 流川楓
流川 楓（るかわ かえで）は、井上雄彦の漫画作品およびそれを原作とするアニメ『SLAM DUNK（スラムダンク）』に登場する架空の人物。
担当声優は緑川光。劇場アニメ『THE FIRST SLAM DUNK』では神尾晋一郎。

## プロフィール
- 所属：湘北高等学校1年10組。出席番号は22番。
- 身長：187 cm
- 体重：75 kg
- 誕生日：1月1日[2]
- ポジション：フォワード、スモールフォワード（SF）[注 1]
- 背番号：10→11
- 備考：神奈川ベスト5、神奈川新人王

## 人物
富ヶ丘中学時代はスタープレイヤーとして多くの高校から誘いを受けたが、「家から近い」という理由で弱小の湘北高校へ入学。入学後、放課後の屋上で居眠りをしていた際に絡んできた堀田ら番長軍団（4人）を一人で叩きのめし、彼らに呼び出されて屋上にやってきた桜木軍団に遭遇する。その後、屋上にやってきた晴子に自身が出血していたことを心配されるもそれを冷たくあしらい、その行為に怒りを覚えた桜木に殴られる。しかし、大量の出血こそするが桜木に対して殴り返し、それをみた水戸を「花道の本気のパンチをまともに食らって立っていられた奴なんて初めて見た」と驚愕させた。それ以来、桜木には一方的にライバル視かつ敵視され、「後に『終生のライバル』と呼ばれる」とされている。
彩子からは「図太いを通り越して鈍い」と評され、緊張とは無縁な性格であり、無口でニヒルな無礼な態度をとることも少なくない。一方で非常に負けず嫌いで、売られた喧嘩は率先して買い、屋上の件や三井らによるバスケ部襲撃事件では無抵抗の安田が三井に殴られると「許さん」と言ってキレており誰よりも早く報復行為に出た。その上負けるくらいなら犬猿の仲である桜木との協力プレイも厭わないほど敗北を受け入れたがらない。陵南との練習試合で安西の指示で仙道に対し桜木とダブルチームについた際は最初はお互い拒否反応を示しながらも「負けるよりはマシだ」と受け入れている。女性に大人気で、晴子に片想いされ、本人非公認の「流川楓親衛隊」というファンクラブも存在しているが、本人は女っ気が全く皆無。彼女らとはほとんど相手にしないどころか、周囲の声援も歯牙にも掛けていない。バスケに対しては誰よりも熱くなる反面、バスケ以外については全くの無気力で趣味は「寝ること」と公言し、その眠りを妨害されると「何人（なんぴと）たりとも俺の眠りを妨げるやつは許さん」と言いながら相手を平然と締め上げる。授業中も専ら居眠りをしており、そのためか学業成績も悪く期末テストでは4つ以上の赤点を取って赤木宅で勉強合宿を行う羽目になったが、追試の対策をしている最中にも居眠りをしていた。携帯音楽プレイヤーを愛用し、洋楽をよく聴いている。試合や練習では左腕に黒いリストバンドを装着している。試合では悪い流れを好転させるプレーでチームを救うことが多く、気が合わない桜木以外のチームメイトからの信望は厚い。安西は山王戦の最中、流川も桜木と同様の「逸材」と評した。
インターハイ行きが決定した後、安西にアメリカ留学願望を告白するも安西からは断られ、安西の過去や「まずは日本一の高校生になりなさい」という言葉を聞いて奮起し、桜木軍団から「（気合の入り方が）恐いぐらい」と評されるほどに凄みの増したプレーをするようになる。
桜木には基本的に「ルカワ」と名前で呼ばれているが、時には「キツネ」、「睡眠男」などと呼ばれることもある。逆に流川は桜木のことを基本的に名前で呼ばず、「どあほう」などと呼びかけている。また、豊玉の選手たちは「ナガレカワ」と呼んでいた。
IH終了後、全日本高校選抜に選ばれ、海辺を走っていた際に桜木に遭遇し、「JAPAN」の文字が入ったユニフォームを見せびらかしている。原作終了後の黒板漫画ではインターハイ中から計画していたアメリカ留学を目指し、英会話を練習していた。
連載中に行われた人気投票では1回目では第2位、2回目では第3位にランク入りしている。
『THE FIRST SLAM DUNK』では山王戦前夜の様子が新たに描かれ、試合をするバスケットコート、沢北栄治の写真が掲載されているポスターを見ていた。同様にポスターを見ていた宮城が「こいつ（沢北）の悔しがる顔が見たい」と言ったのに対し「俺もす」と同調した。なお、直後に宮城から「お前とちゃんと話すの初めてじゃね？」と指摘された。

## プレイスタイル
インサイドでもアウトサイドからでも点を取れる得点能力を持つマルチプレイヤー。インターハイ予選では2位の1試合平均30得点を記録し、その技術は中学の先輩である彩子からも「中学に入った時点でかなりうまかった」と言われたほど（晴子の回想ではトリプルチームをものともせず、4本のダンクと51得点を記録した）。海南戦ではダブルクラッチからのワンハンドダンクを決めた。自己中心的なワンマンプレイと評価されたこともあり、安西にもアメリカ留学を反対された理由のひとつに「仙道におよばない」ことを挙げられ、仙道に1on1での練習を挑んだ際にオフェンスが読まれ易いことを指摘された。山王戦で沢北に抑え込まれている際に仙道の言葉を思い出し、自らパスワークをして局面を打開し、諸星にオフェンスにおいて「もはや沢北と同等」と言わしめた。また、ディフェンス能力も低くはないが、桜木からオフェンスにばかり注力しディフェンスは手を抜いていると指摘されたことがある。スタミナに問題があり、オフェンスに全力を注ぐと試合の最後まで体力が続かないのが弱点で、本人もそれを強く自覚している。陵南との練習試合では仙道とのマッチアップでの疲労から試合後半に足が吊り倒れたところを吊った足を花道に蹴りを入れられ花道が安西に交代を主張していたところを意地の張り合いの後に強行出場した。インターハイ予選での陵南戦の前半は流してプレイをし後半でマッチアップ相手仙道に本気で挑んだ。山王戦では前半途中で木暮と交代することでスタミナを温存した。

## 補足
井上のデビュー作『楓パープル』では主人公として登場。この作品の流川は『SLAM DUNK』の流川とは別人。通っている高校は「北高」となっており、流川は2年生でバスケット部の部長という設定である。
名前に関しては、井上は「「川」をつけたかった」、「ラ行っていうのが珍しいっていうので、ふと思いついたんですよね。「る」って読んだらいいなと」と話している、また楓という名前に特に意味はない。